# سانتوس كابريرا
سانتوس كابريرا (بالإسبانية: Santos Cabrera)‏ (1 نوفمبر 1976 في السلفادور - ) هو لاعب كرة قدم سلفادوري في مركز الوسط. شارك مع منتخب السلفادور تحت 20 سنة لكرة القدم ومنتخب السلفادور لكرة القدم. أما مع النوادي، فقد لعب مع ليمنيو ديبورتيفو ‏ وC.D. Pasaquina ‏ ونادي لويس أنخيل فيربو.

## وصلات خارجية
- سانتوس كابريرا على موقع الاتحاد الدولي (مؤرشف)  (الإنجليزية)
- سانتوس كابريرا على موقع قاعدة بيانات كرة القدم.إي يو (الإنجليزية)
- سانتوس كابريرا على موقع ناشيونال فوتبول تيمز (الإنجليزية)
- سانتوس كابريرا على موقع Soccerway.com (الإنجليزية)